# رایف (راینلاند-پالاتینات)
رایف (به آلمانی: Reiff) یک شهر در آلمان است که در بیتبورگ-پروم واقع شده‌است.